# Manuel Gil Dorado
Manuel Gil Dorado (Madrid; 1944) es un pintor y escultor contemporáneo español. Creador y precursor del inversionismo. Entre sus géneros destacan el retrato, la pintura del paisaje y el arte taurino.

## Vida personal
Se crio en una familia de artesanos. Desde los ocho años comenzó a mostrar interés hacia la pintura y la escultura.  
Estudió en la Real Academia de Bellas Artes de Madrid y trabajó de cerca con pintores de renombre tales como Daniel Vázquez Díaz o Ramón Aguilar Moré entre otros.  
A los treinta años se traslada al barrio de La Butte en la región parisina de la Isla de Francia. Pronto le ofrece un estudio en el número 1 de la calle des Saules el propietario de la galería La Colline, al que proporcionaría a cambio un cuadro al mes. Con el tiempo acaba instalándose en un edificio de Montmartre.  
Su carrera comienza a despegar tras su encuentro con el coleccionista de arte Bernard Dufaure. Adorado por muchos coleccionistas, expone desde 1957 en grandes salones y galerías de Europa (Barcelona, Madrid, París, Roma, Hamburgo) y Estados Unidos (Los Ángeles).   

## Inversionismo
Tras pasar de un arte clásico a una tradición impresionista, empieza a elaborar a principios de los años 80 un modo de expresión pictórica que llamó inversionismo. Emana de una larga reflexión sobre la luz. La cual desarrolla abordando todas sus formas y transfigurando sutilmente la visión que se tiene de esta.  